# Independence of the Seas
El Independence of the Seas es un crucero de la clase Freedom propiedad de la naviera Royal Caribbean International. Su construcción costó 828 millones de dólares y fue el crucero más grande del mundo junto con el Liberty of the Seas y el Freedom of the Seas, hasta que fue construido el Oasis of the Seas.
El Independence of the Seas fue construido en Turku, Finlandia, en el año 2008. Su nombre en español significa "Independencia de los mares". Puede acomodar 4370 pasajeros y una tripulación de 1360 miembros. Su longitud es de 339 m (1112 pies), y normalmente viaja a 21,6 nudos (40 km/h; 24,9 mph)
Es el tercer y último buque de la Clase Freedom. La siguiente generación es la Clase Oasis, siendo el primero de esta clase el barco MS Oasis of the Seas, que inició su primer viaje el 1 de noviembre de 2009.
El Independence of the Seas opera desde Southampton, Inglaterra.

## Itinerario
El Independence of the Seas generalmente navega desde Port Everglades (Florida) durante el invierno y desde Southampton (Inglaterra) durante el verano.

## Acomodaciones

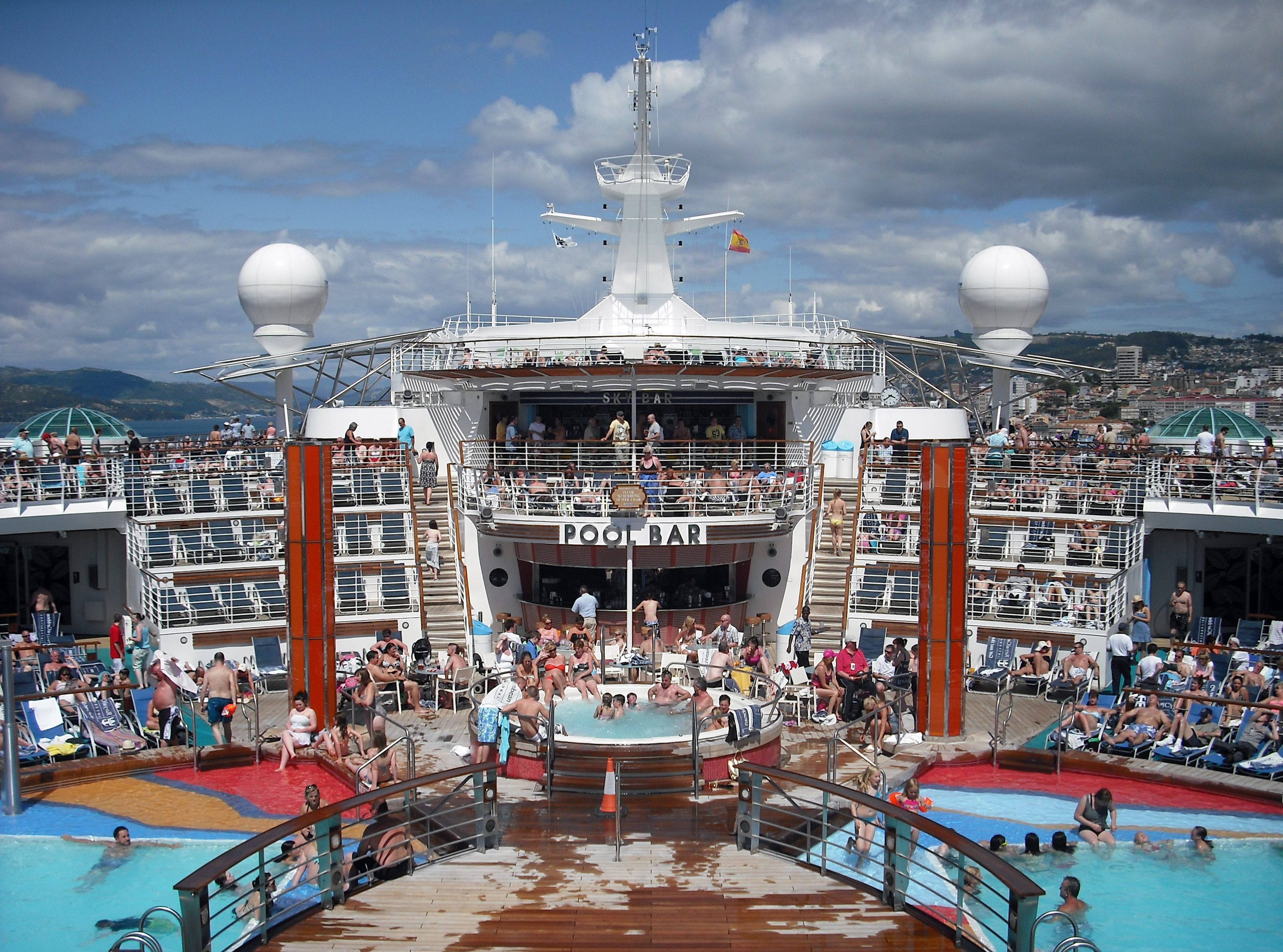
El área de la piscina.

Las instalaciones del Independence of the Seas incluyen un parque acuático interactivo, un área acuática exclusiva para niños pequeños y hidromasajes. También hay un teatro de dos pisos, con capacidad para 1200 personas, una pista de patinaje sobre hielo y un completo centro de conferencias. En la cubierta de deportes, hay un muro de escalada, los primeros trampolines en el mar, una cancha de baloncesto/fútbol, toboganes de agua y un FlowRider para surfear.
El barco se sometió a una extensa remodelación en dique seco en abril de 2018: se agregaron camarotes adicionales, así como el primer parque de trampolines en el mar, laser tag, toboganes de agua y una sala de escape diseñada en colaboración con Puzzle Break.
Este barco albergó el festival anual de música 70000 Tons of Metal.